# ویتالی چننکوف
ویتالی چننکوف (به انگلیسی: Vitaliy Chenenkov) (زادهٔ ۱۹۳۸) شناگر اهل شوروی است.